# Jack Cotton
John James "Jack" Cotton (Miles City, Montana; 15 de octubre de 1924-26 de septiembre de 2016) fue un jugador de baloncesto estadounidense que disputó una temporada en la NBA, además de jugar en la NBL. Con 2,01 metros de estatura, jugaba en la posición de ala-pívot.

## Trayectoria deportiva

### Universidad
Tras pasar por el Miles Community College, jugó una única temporada, en 1948, con los Cowboys de la Universidad de Wyoming.

### Profesional
En 1948 fichó por los Denver Nuggets de la NBL, donde en su primera temporada promedió 3,7 puntos por partido. Al año siguiente el equipo dio el salto a la NBA, donde Cotton jugaría una temporada más, en la que promedió 5,1 puntos y 1,2 asistencias por partido.

## Estadísticas de su carrera en la NBA

### Temporada regular
| Temporada | Edad | Equipo         | Liga | Pos. | P  | TIT | MIN | TC  | TCA | %TC  | 3P | 3PA | %3P | TL  | TLA | %TL  | R.OF. | R.DEF. | REB | ASIS | ROB | TAP | PER | FP  | PTS |
| 1949-50   | 25   | Denver Nuggets | NBA  |      | 54 |     |     | 1.8 | 6.1 | .292 |    |     |     | 1.5 | 3.0 | .509 |       |        |     | 1.2  |     |     |     | 3.4 | 5.1 |
| Total     |      |                | NBA  |      | 54 |     |     | 1.8 | 6.1 | .292 |    |     |     | 1.5 | 3.0 | .509 |       |        |     | 1.2  |     |     |     | 3.4 | 5.1 |